# 新北市立海山高級中学
新北市立海山高級中学 New Taipei Municipal Hai-Shan High School）は、台湾新北市板橋区 にある全日制高校。

## 校史
入学当初は、新しいクラスは12クラスしかなく、生徒数は600人を超えていました。 1997年に海山中学校となり、高等部1年生8名が入学し、2000年に海山高等学校へ昇格した。
2016年度は、高等部30クラス、国立85クラス、また、高等部9クラス、国立3クラスがある。

## 校長
| 代   | 氏名   | 任期           |
| ---- | ------ | -------------- |
| 1    | 湯錫珩 | 1968-1981      |
| 2    | 尚文彬 | 1981-1982      |
| 3    | 管天福 | 1982-1985      |
| 4    | 孫以宙 | 1985-1993      |
| 5    | 許茂雄 | 1993-1997      |
| 代理 | 侯世昌 | 1997年2月〜7月 |
| 6    | 張再興 | 1997-2004      |
| 7    | 吳松渓 | 2004-2009      |
| 8    | 林蕙質 | 2009-2012      |
| 代理 | 呉宗珉 | 2012年2月〜7月 |
| 9    | 徐美鈴 | 2012-2016      |
| 10   | 古秀菊 | 2016年—        |

## 姉妹校/連携大学

### 姉妹校
- 熊本県立大津高等学校
- 東京都中央大学附属中学校・高等学校
- オハイオ州シンシナのアップグレード
- トリニティ高校、クロイドン、ロンドン

### 大学間連携
- 国立台湾大学
- 国立台湾師範大学
- 国立中央大学
- 国立台湾科技大学
- 国立台湾海洋大学
- 輔仁大学